# Phyllodoce tergestinensis
Phyllodoce tergestinensis är en ringmaskart som beskrevs av Ernst Ferdinand Nolte 1938. Phyllodoce tergestinensis ingår i släktet Phyllodoce och familjen Phyllodocidae. Inga underarter finns listade i Catalogue of Life.